# Hippelates
Hippelates is een vliegengeslacht uit de familie van de halmvliegen (Chloropidae).

## Soorten
- H. dorsalis Loew, 1869
- H. impressus Becker, 1912
- H. nobilis Loew, 1863
- H. plebejus Loew, 1863
- H. proboscideus Williston, 1896
- H. saundersi Kumm, 1936